# 伏連籌
伏連籌（460年—529年）又作休留茂、休留栈、休連筹、休留代，為4－6世紀建立之吐谷渾第十四任統治者，他為度易侯兒子，承襲度易侯擔任首領，在位期間為491－529年。伏連籌死后，其子呵罗真继位。
伏連籌受南齐封为镇西将军、领护羌校尉，西秦州、河州二州刺史。违抗魏孝文帝的命令称疾不朝，修洮阳、泥河戍（在今甘肃临潭附近）。491年，洮阳、泥河戍被北魏镇将长孙百年攻下。492年，派遣世子贺鲁头朝贡北魏，献方物。493年，魏孝文帝封他为征西将军、西海郡开国公、吐谷浑王。他在位时，吐谷浑进入极盛。西并鄯善（今新疆若羌）、且末（今新疆且末），号为强富，设置百官，称制诸国。他多次向北魏贡献牦牛、蜀马和西南珍宝。也向南齐、南梁进贡。和东临之益州（治今四川成都）互通商贾。益州百姓多趋利前往吐谷浑，“教其书记，为之辞译”。524年，秦州羌族莫折大提父子反魏，河西路绝。伏連籌帮助北魏凉州（治今甘肃武威）、河州（治今甘肃临夏东北）官吏，镇压起义，收复秦州。

## 家庭

### 子女
- 贺鲁头，世子，伏連籌492年派他朝贡北魏
- 呵罗真，529-530年在位
- 夸吕，540-591年在位
- 吐谷浑氏，嫁柔然可汗阿那瓌[2][3]
- 晖华公主，名库罗伏，第四女，嫁柔然骠骑大将军、俟利莫何、度支尚书、金城王乞伏孝达[2][3]